# Reality (película)
Reality es una película de 2012 dirigida por Matteo Garrone, protagonizada por Aniello Arena, Loredana Simioli y Claudia Gerini. La narración está ambientada en el mundo de los programas de telerrealidad y sigue un pescadero napolitano que participa en Grande Fratello, la versión italiana de Gran Hermano. La película compitió en el Festival de Cine de Cannes de 2012 y ganó el Gran Premio del Jurado.

## Trama
En Nápoles, un joven vendedor de pescado (Luciano), casado y con hijos, se siente atraído por un espectáculo muy famoso en Italia. Este es el "Big Brother" (Gran Hermano): un programa de televisión donde las acciones de un grupo de personas escogidas están filmadas y transmitidas en la televisión delante de todos los espectadores del mundo. Un día, Luciano es persuadido por amigos a hacer las audiciones para unirse al círculo de los integrantes del Gran Hermano. El ingenuo Luciano, convencido incluso por los familiares ineptos, decide ir a Cinecittà en Roma para tratar. Después la prueba, vuelve a Nápoles, Luciano comienza a obsesionarse por saber si ha sido elegido. Él cree que está siendo vigilado por las cámaras del programa de televisión. Así Luciano, creyendo que ha de dar una buena imagen al programa para ser admitido, comienza a hacer pequeños regalos a los pobres de la ciudad, gastar grandes cantidades de dinero en ellos y también a dar objetos y muebles de su casa. Su esposa y otros familiares se desesperan y consideran que Luciano está realmente fuera de control. Especialmente la mujer está muy preocupada cuando se encuentra con un amigo de Luciano y, llorando, le pregunta por qué su marido se ha vuelto tan extraño. El hombre, sintiendo un profundo dolor para la mujer en lágrimas, no sabe la respuesta. Luciano por su parte se pone peor y peor. Una noche, durante una peregrinación a Roma, se fuga para ir a refugiarse en los estudios de Gran Hermano. Ahora, el programa se ha convertido en su única razón de vivir.

## Elenco
- Aniello Arena como Luciano.
- Loredana Simioli como Maria.
- Claudia Gerini como presentadora de "Gran Hermano".
- Paola Minaccioni como mujer romana.
- Ciro Petrone como barista.
- Nunzia Schiano como tía Nunzia.
- Nando Paone como Michele.
- Arturo Gambardella como policía.
- Angelica Borghese

## Premios
La película fue nominada a la Palma de Oro y ganó el Gran Premio del Jurado en el Festival de Cine de Cannes 2012, siendo el presidente del Jurado de este certamen el director Nanni Moretti.